# 이규남 (가수)
이규남(李圭南, 1910년 ~ 1974년)은 일제강점기에 주로 활동한 한국의 가수이다.

## 생애
충청남도 연기군 출생으로 본명은 윤건혁이다. 휘문고등보통학교를 졸업한 뒤 일본에 유학하여 정식으로 피아노를 공부하고 돌아온 엘리트였다. 1932년 경부터 일본에서 활동을 시작하여, 1933년 임헌익(林憲翼)이라는 이름으로 콜럼비아레코드에서 첫 음반을 발표하여 가수로 데뷔했다. 초기에 취입한 노래는 신민요풍의 음악들이었다.
이후 한국과 일본을 오가면서 활발한 가수 활동을 하면서 많은 인기를 누렸다. 일본에서는 미나미 쿠니오(南邦雄)라는 이름을 썼고, 임헌익 대신 이규남이라는 새로운 이름을 사용한 것은 1936년에 빅타레코드에서 음반을 내면서 부터이다. 빅타에서 활동할 때는 홍난파가 특별히 이규남을 아껴 다수의 곡을 작곡해주었다. 1941년 다시 콜럼비아레코드사의 전속가수가 되었다.
이규남이 부른 총 140여 곡의 가요 중에는 대표작 〈진주라 천리 길〉(1941)이나 만요 분야의 히트작 〈장모님전 상서〉(1938) 등 인기곡도 적지 않았으나, 한국 전쟁 중 조선민주주의인민공화국으로 가면서 오랫동안 언급 자체가 금기시되는 동안 잊혀진 존재가 되었다. 특히 〈진주라 천리 길〉은 월북 작사가인 조명암이 작사하고 작곡 역시 월북 작곡가 리면상이 맡은 곡이라 금지곡으로 묶여 있었다. 이 노래는 〈사의 찬미〉처럼 이오시프 이바노비치의 〈도나우 강의 잔물결〉 선율로 시작되는 세련된 곡이다.
조명암은 월북 후 조선문학예술총동맹 중앙위원회 부위원장을 지냈고, 리면상은 조선음악가동맹 중앙위원회 위원장까지 올라 북조선에서 성공한 대표적인 음악인들이다. 이규남도 이들과 같이 북조선에서 순탄한 삶을 살면서 작곡과 무대예술 분야에서 활동한 것으로 전해지나 자세한 행적은 알 수 없다.
이규남이 활동하던 일제 강점기 말에는 태평양 전쟁으로 군국가요가 널리 불리고 있었다. 이규남 역시 콜럼비아레코드사에서 〈군사우편〉(1942)이나 〈승전가〉(1943)와 같은 노래를 발표하고 일본어 군국가요 〈열사의 맹서(일본어: 熱砂の誓い〉도 부르는 등 친일 가요를 보급하는 데 참여했다. 〈군사우편〉은 병정되어 죽는 것이 소원이라 장렬히 전사한 뒤 부모에게 피묻은 적삼 하나만 보내겠다는 내용이며, 〈승전가〉는 태평양 전쟁을 찬양하고 승리를 기원하는 가사로 되어 있다. 이 가운데 〈군사우편〉은 〈진주라 천리 길〉의 조명암과 리면상 콤비가 만든 노래이다.
2008년 민족문제연구소가 선정한 친일인명사전 수록예정자 명단 음악인 부문에 포함되어 있다.

## 참고자료
- 이동순 (2008년 2월 28일). “[이동순의 가요이야기 .25] '진주라 천리 길' 을 불렀던 이규남”. 영남일보. 2008년 5월 20일에 확인함. |제목=에 지움 문자가 있음(위치 1) (도움말)[깨진 링크(과거 내용 찾기)]
- 이준희 (2004년 2월 2일). “일제 침략전쟁에 동원된 유행가, ‘군국가요’ 다시 보기 (29)”. 오마이뉴스. 2008년 5월 20일에 확인함.